# 马尤
马尤（葡萄牙語：Cidade do Maio），又名英吉利港（葡萄牙語：Porto Inglês），是西非島國佛得角的城市，也是馬約島縣的首府，位於該國東南部馬約島西南部，是島上最大和最重要的城市，主要經濟活動有貿易和旅遊業，市內有港口和機場設施，2005年人口約3,150。